# Hàm Thuận
Hàm Thuận là một địa danh hành chính cũ của Việt Nam, thuộc địa bàn tỉnh Bình Thuận ngày nay.

## Lịch sử
Vùng đất Hàm Thuận khi xưa được cho là một trong những nơi có người tụ cư sớm. Tuy nhiên, cho đến tận đầu thế kỷ XVII, vùng Hàm Thuận vẫn còn khá hoang vu, chỉ có một ít bộ tộc người thiểu số sống ở phía Tây và các làng người Chăm sống rải rác ở đồng bằng ven biển. Sang giữa thế kỷ XVII, trong quá trình Nam tiến, người Việt bắt đầu di cư vào lập nghiệp, sống cùng với cư dân bản địa tạo dựng cuộc sống.
Năm 1692, nhân cơ hội vua Chiêm Bà Tranh gây hấn, chúa Nguyễn Phúc Chu sai Nguyễn Hữu Cảnh tấn công và sát nhập vùng lãnh thổ cuối cùng của vương quốc Chiêm Thành vào đất Đàng Trong, lập nên trấn Thuận Thành. Năm 1697, chúa Nguyễn trao trả quyền tự trị của người Chăm cho vua Chăm là Kế Bà Tử với tước hiệu Trấn vương. Bên cạnh đó, chúa cũng đặt ra dinh Bình Thuận để giám sát trấn Thuận Thành, đồng thời chia đất Chiêm Thành cũ thành các đạo Phan Rang, Phan Thiết, Ma Li và Phố Hài.

### Phủ Hàm Thuận
Năm 1832, vua Minh Mạng cho bãi bỏ trấn Thuận Thành, xóa bỏ chế độ tự trị của người Chăm, lập tỉnh Bình Thuận. Phủ Hàm Thuận được thành lập, trực thuộc tỉnh Bình Thuận, kiêm quản 2 huyện Hòa Đa và Tuy Định (đến thời Tự Đức đổi thành huyện Tuy Lý). Phủ lỵ Hàm Thuận ban đầu được đặt ở làng Phú Tài (huyện Tuy Định), sau đổi sang thôn Xuân An (huyện Hòa Đa), đến năm 1839 dời về lại làng Phú Tài.
Thời Pháp thuộc, ban đầu tỉnh Bình Thuận được nhập vào Nam Kỳ theo Hòa ước Quý Mùi, nhưng sau Hòa ước Giáp Thân (1884), thực dân Pháp trao trả lại tỉnh Bình Thuận cho Nam triều.

### Huyện Hàm Thuận
Năm 1945, sau khi Cách mạng tháng 8 thành công, chính quyền Việt Nam Dân chủ Cộng hòa cải cách hành chính toàn quốc. Phủ Hàm Thuận được cải thành huyện Hàm Thuận. Trong suốt thời gian chiến tranh Đông Dương, khu vực Hàm Thuận hầu như nằm dưới quyền kiểm soát của chính quyền Việt Nam.
Sau khi thực dân Pháp rút về nước, năm 1956, chính quyền Ngô Đình Diệm nắm quyền kiểm soát ở miền Nam, đã chia lại tỉnh Bình Thuận thành 8 quận. Vùng đất phủ Hàm Thuận trước 1945 được chia thành 3 quận Hàm Thuận, Thiện Giáo, Hải Long. Một phần của phủ Hàm Thuận cũ đã được chuyển sang cho tỉnh Bình Tuy mới thành lập. Trong khi đó, chính quyền Mặt trận Dân tộc Giải phóng miền Nam Việt Nam, năm 1965, đã chia địa bàn huyện Hàm Thuận (sau 1945) thành 2 huyện Hàm Thuận (mới) và Thuận Phong. Đến năm 1969, lại tiếp tục phân huyện Hàm Thuận (mới) thành 2 huyện nhỏ Thuận Nam và Thuận Bắc. Năm 1972, hợp nhất 2 huyện lại thành huyện Hàm Thuận như cũ; đến năm 1974 lại chia thành Thuận Nam, Thuận Bắc lần thứ hai; đến tháng 2 năm 1975, một lần nữa huyện Hàm Thuận hợp nhất được tái lập.
Sau khi Việt Nam thống nhất, Hàm Thuận là một huyện thuộc tỉnh Thuận Hải, bao gồm 20 xã: Đông Giang, Hàm Cần, Hàm Chính, Hàm Đức, Hàm Dũng, Hàm Hải, Hàm Hiệp, Hàm Kiệm, Hàm Liêm, Hàm Mỹ, Hàm Nhơn, Hàm Phú, Hàm Thắng, Hàm Thạnh, Hàm Tiến, Hàm Trí, Hồng Phong, Hồng Sơn, Ma Lâm và Mỹ Thạnh.
Ngày 15 tháng 12 năm 1977, Hội đồng Chính phủ ban hành Quyết định 329-CP. Theo đó, chuyển xã Hàm Hải về thị xã Phan Thiết quản lý (nay là phường Phú Hài thuộc thành phố Phan Thiết).
Ngày 13 tháng 3 năm 1979, Hội đồng Chính phủ ban hành Quyết định 104-CP. Theo đó:
- Tách thôn 4, thôn 5, thôn Dân Cường và thôn Bình An của xã Hàm Trí lập thành xã Hồng Liêm
- Tách thôn Dân Tiến, các thôn kinh tế mới 23 và 25 của xã Hàm Kiệm và thôn 2 của xã Tân Lập để lập thành xã Hàm Minh
- Giải thể xã Hàm Dũng để thành lập thị trấn Mũi Né.

Đầu năm 1982, huyện Hàm Thuận bao gồm thị trấn Mũi Né và 20 xã: Đông Giang, Hàm Cần, Hàm Chính, Hàm Đức, Hàm Hiệp, Hàm Kiệm, Hàm Liêm, Hàm Minh, Hàm Mỹ, Hàm Nhơn, Hàm Phú, Hàm Thắng, Hàm Thạnh, Hàm Tiến, Hàm Trí, Hồng Liêm, Hồng Phong, Hồng Sơn, Ma Lâm, Mỹ Thạnh.
Ngày 30 tháng 12 năm 1982, Hội đồng Bộ trưởng ban hành Quyết định 204-HĐBT. Theo đó:
- Chuyển xã Hàm Tiến và thị trấn Mũi Né về thị xã Phan Thiết quản lý
- Chuyển xã Hồng Phong về huyện Bắc Bình quản lý
- Thành lập huyện Hàm Thuận Bắc trên cơ sở sáp nhập 12 xã: Đông Giang, Hàm Chính, Hàm Đức, Hàm Hiệp, Hàm Liêm, Hàm Nhơn, Hàm Phú, Hàm Thắng, Hàm Trí, Hồng Liêm, Hồng Sơn, Ma Lâm thuộc huyện Hàm Thuận và xã La Dạ thuộc huyện Đức Linh
- Thành lập huyện Hàm Thuận Nam trên cơ sở sáp nhập 6 xã: Hàm Cần, Hàm Kiệm, Hàm Minh, Hàm Mỹ, Hàm Thạnh, Mỹ Thạnh thuộc huyện Hàm Thuận và 3 xã: Tân Lập, Tân Thành, Tân Thuận thuộc huyện Hàm Tân.

Từ đó, huyện Hàm Thuận không còn tồn tại.

## Tôn giáo
Từng là địa bàn sinh sống của các bộ tộc thiểu số bản địa, tín ngưỡng đa thần từng chiếm tỳ lệ đáng kể. Bên cạnh đó, tôn giáo Bà-la-môn cũng cắm rễ chặt chẽ trong cộng đồng người Chăm. Từ thế kỷ XVII, theo chân các di dân người Việt, các tôn giáo mới cũng thâm nhập và cắm rễ. Ở những ngôi làng của người Việt, bên cạnh ngôi đình làng thờ Thành hoàng, còn có những ngôi chùa Phật giáo. Những ngôi chùa có sớm phải kể đến Bửu Quang Tự ở làng Xuân Phong (1762), Phước Hưng Tự ở làng Phú Trường... Đầu thế kỷ thứ XVIII, Thiên Chúa giáo cũng xâm nhập vào Hàm Thuận, nhưng tôn giáo này chỉ thực sự phát triển từ sau năm 1955, khi chính quyền Ngô Đình Diệm đưa khoảng 20.000 giáo dân di cư vào vùng Hàm Thuận, lập 2 xứ đạo đầu tiên là Phú Hài và Kim Ngọc.